# Erbil Uzel
Erbil Uzel (* 15. April 1974 in Kırklareli, Türkei) ist ein ehemaliger türkischer Fußballspieler und -trainer. Aufgrund seiner sechsjährigen Tätigkeit für Sarıyer SK wird er mit diesem Verein assoziiert. Auf Fan- und Vereinsseite wird er als einer der bedeutendsten Spieler der Klubgeschichte aufgefasst. Er war überwiegend auf der Position des Rechtsverteidigers tätig, spielte aber auch zeitweise im defensiven Mittelfeld.

## Spielerkarriere

### Verein
Erbil Uzel kam 1969 in der westtürkischen Stadt Kırklareli auf die Welt und begann hier in der Jugend von Kırklarelispor mit dem Vereinsfußball. Zur Saison 1990/91 wurde er am Mannschaftstraining des damaligen Drittligisten beteiligt. Wenig später wurde er als Amateurspieler in den Kader der Profimannschaft aufgenommen. Am 20. Oktober 1990 gab er bei der Drittligabegegnung gegen Silivrispor sein Profidebüt und gehörte fortan zur Stammformation seines Vereins.
Nach zwei Spielzeiten für seinen Heimatverein Kırklarelispor wechselte er als Amateurspieler zum Istanbuler Drittligisten Beylerbeyi SK. Hier erkämpfte er sich im Dezember 1992 einen Stammplatz und erzielte bis zum Saisonende in 16 Ligabegegnungen acht Tore. Durch diese Leistung wurden mehrere Teams der oberen Ligen auf ihn aufmerksam.
Der Zweitligist Aydınspor reagierte am schnellsten und sicherte sich die Dienste des Youngsters. Dort bekam er auch den ersten Profivertrag seiner Karriere. Dieser Verein war gerade aus der höchsten türkischen Spielklasse (damals als 1. Lig, heute als Süper Lig bezeichnet) abgestiegen und arbeitete am direkten Wiederaufstieg. Bis zur Winterpause qualifizierte man sich für die Aufstiegsrunde und verpasste erst hier den Aufstieg. Uzel spielte in seiner ersten Zweitligaspielzeit bei 20 Begegnungen.
Für die neue Spielzeit 1994/95 wechselte er innerhalb der Liga zum Erstligaabsteiger Karşıyaka SK. Bei diesem Verein stieg Uzel von Anfang an zum Leistungsträger auf und steuerte als Abwehrspieler fünf Ligatore in 32 Spielen bei. Sein Verein erreichte die Meisterschaft der 2. Lig und damit den direkten Wiederaufstieg in die 1. Lig. In der Süper Lig zählte er zu den auffälligsten Youngstern im Defensivbereich. So wurde er zum Saisonende hin vom Nationaltrainer Fatih Terim in den Kader der Nationalmannschaft berufen und gab sein Länderspieldebüt.
Da Karşıyaka den Klassenerhalt verpasste, verließ Uzel den Verein und heuerte beim Istanbuler Erstligisten Sarıyer SK an. Hier eroberte er sich ebenfalls einen Stammplatz und zählte zu den Leistungsträgern des Vereins. Da am Saisonende dem Verein der Klassenerhalt misslang, ging Uzel mit der Mannschaft in die 2. Lig. In der 2. Lig spielte Uzel zwei Spielzeiten für Sarıyer. Nachdem man es zweimal in die Aufstiegsgruppe schaffte, dort aber den Aufstieg verpasste, entschied sich Uzel für einen Vereinswechsel.
Zur Saison 1999/00 wechselte er zum südtürkischen Erstligisten Adanaspor. Während er in seiner ersten Saison für Adanaspor nicht unumstritten einen Stammplatz hatte, erkämpfte er sich in der zweiten Saison einen Stammplatz. Sein Verein verpasste aber den Klassenerhalt, sodass er für die Spielzeit 2001/02 mit der Mannschaft in die 2. Lig ging. Hier erreichte man durch den 3. Tabellenplatz den direkten Wiederaufstieg in die mittlerweile in Süper Lig umbenannte höchste türkische Spielklasse.
Nach diesem Erfolg wurde sein auslaufender Vertrag nicht verlängert, und er kehrte zu seinem alten Verein Sarıyer zurück. Dieser spielte mittlerweile in der dritthöchsten türkischen Spielklasse, die damals als 2. Lig B Kategorisi bezeichnet wurde. Während in der Spielzeit der Aufstieg in die 2. Lig A Kategorisi misslang, erreichte man durch die Meisterschaft der 2. Lig B Kategorisi den direkten Aufstieg in die 2. Lig A Kategorisi. Hier verpasste man zum Saisonende den Klassenerhalt. Uzel beendete daraufhin nach Vertragsende seine aktive Fußballerlaufbahn.

### Nationalmannschaft
Für das anstehende Freundschaftsspiel vom 9. April 1996 gegen die Aserbaidschanische Nationalmannschaft lud der damalige türkische Nationalcoach Fatih Terim zu Testzwecken mehrere junge Spieler in den Kader der türkischen Nationalmannschaft ein. Neben solchen Spielern wie Ufuk Süer, Selahattin Özbir, Vedat İnceefe und Hakan Şimşek gehörte auch Uzel zu den neu nominierten Spielern. In dieser Partie wurde er in der 86. Minute für Engin Özdemir eingewechselt und absolvierte sein erstes und einziges Länderspiel.

## Trainerkarriere
Seit 2010 ist Uzel als Nachwuchstrainer bei seinem ehemaligen Verein Sarıyer SK tätig.

## Erfolge

### Als Spieler
- Mit Karşıyaka SK:
  - Meisterschaft der TFF 1. Lig (1): 1994/95
  - Aufstieg in die Süper Lig (1): 1994/95

- Mit Adanaspor:
  - Meisterschaft der TFF 1. Lig (1): 2001/02
  - Aufstieg in die Süper Lig (1): 2001/02

- Mit Sarıyer SK:
  - Meisterschaft der TFF 2. Lig (1): 2004/05
  - Aufstieg in die TFF 1. Lig (1): 2004/05